# Ian St. John
Ian St. John, född 7 juni 1938 i Motherwell, död 1 mars 2021 i Arrowe Park nära Birkenhead i Merseyside, var en skotsk fotbollsspelare.
Ian St. John spelade som anfallare i Liverpool dit han sommaren 1961 hade värvats från Motherwell för klubbrekordet 37 500 pund. I FA-cupfinalen mot Leeds United 1965 gjorde han målet som gav Liverpool dess första seger i turneringen. Han var även med om att bli ligamästare 1964 och 1966. Efter 118 mål för Liverpool flyttade han 1971 till Coventry City, där han spelade en säsong innan han avslutade karriären i Tranmere Rovers. Senare jobbade han som tränare i Motherwell och Portsmouth.